# Ryūkyū-Sprachen
Die Ryūkyū-Sprachen (japanisch 琉球語 ryūkyūgo; ryūkyū 島言葉 shimakotoba) sind eine Untergruppe der Sprachfamilie Japanisch-Ryūkyū. Diese Minderheitensprachen werden auf den zu Japan gehörenden Ryūkyū-Inseln im Süden von Japan gesprochen.

## Entstehung
Die Ryūkyū-Sprachen bilden zusammen mit der japanischen Sprache die japonische oder Japanisch-Ryūkyū-Sprachfamilie.
Japanisch und die Ryūkyū-Sprachen haben sich vor etwa 2000 Jahren getrennt und anschließend weitgehend unabhängig voneinander entwickelt. Es wird angenommen, dass sich die Ryūkyū-Völker direkt von der urjapanischen Bevölkerung abspalteten und die Ryūkyū-Inseln sowie Teile des südlichen Kyūshū bevölkerten.
Die weitere genetische Zugehörigkeit der Japanisch-Ryūkyū-Sprachfamilie ist ungeklärt. Theorien zu einer genetischen Verwandtschaft existieren mit dem Koreanischen, den austronesischen Sprachen, den Tai-Kadai-Sprachen, den austroasiatischen Sprachen und den altaischen Sprachen; diskutiert wird die Existenz eines austronesischen Substrats, das vor allem phonologisch und lexikalisch begründet wird.

## Aktuelle Situation
Durch die Verbreitung der japanischen Standardsprache nach der Meiji-Restauration und der anschließenden Annexion des Königreichs Ryūkyū durch Japan sind heute alle Ryūkyū-Sprachen vom Aussterben bedroht. Zwar ist ihre Sprecherzahl mit einer Million angegeben, der Wahrheitsgehalt in Anbetracht des heutigen Verwendungsgrades ist jedoch höchst fragwürdig. Während die Angehörigen der älteren Generation sie meist fließend neben Japanisch beherrschen, sprechen die Jüngeren (deren größter Teil in die Großstädte der japanischen Hauptinseln zieht und somit ihren „Dialekt“ nicht benötigt) meist nur noch Japanisch und haben allenfalls passive Kenntnisse in den Ryūkyū-Sprachen.
In den letzten zehn Jahren sind allerdings Bewegungen entstanden, die sich für ihre Revitalisierung einsetzen. Diese Bewegungen erfahren allerdings zum gegenwärtigen Zeitpunkt keine Unterstützung durch den japanischen Staat und die Präfekturverwaltungen von Okinawa und Kagoshima. Die Zukunft der Ryūkyū-Sprachen ist daher ungewiss.

## Definition

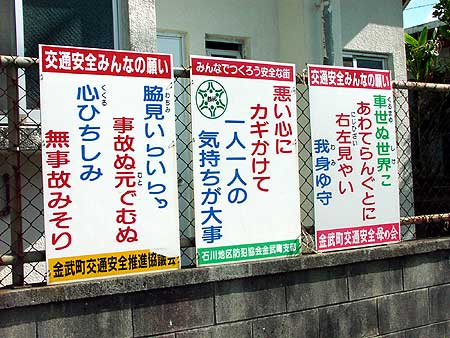
Schilder zur Verkehrssicherheit – Ryūkyū-Sprachen und Japanisch (Mitte)

Zwischen den Ryūkyū-Sprachen und dem Japanischen gibt es beträchtliche Unterschiede im Bereich der Phonologie, Morphologie, Syntax und dem Lexikon, die zum Teil Phänomene des Altjapanischen widerspiegeln. Die Ryūkyū-Sprachen sind daher unter anderem für Sprachhistoriker von großer Bedeutung. Angaben über die Anzahl der Ryūkyū-Sprachen variieren stark. Sie reichen von drei bis zu elf Sprachen. Es gibt keine modernen sprachlichen Standardvarietäten und auch keine schriftsprachlichen Varietäten. Dies erschwert ihre Abgrenzung.
Auf der Basis wechselseitiger Verständlichkeit lassen sich fünf Ryūkyū-Sprachen identifizieren. Diese sind von Nord nach Süd: Amami-Oshima, Okinawa, Miyako, Yaeyama und Yonaguni. Keine dieser Sprachen lässt eine wechselseitige Verständigung mit Japanisch zu. Untersuchungen des Grundwortschatzes haben ergeben, dass es zwischen der Tokioter Varietät und der Miyako-Varietät lediglich eine Übereinstimmung von 59 Prozent gibt. Der Anteil des gemeinsamen, ableitbaren Grundwortschatzes ist somit beispielsweise geringer als der zwischen Deutsch und Englisch. Innerhalb der Ryūkyū-Sprachen gibt es zahlreiche lokale Varietäten. Das Forschungszentrum für die Sprachen Okinawas hat phonologische Studien in mehr als 800 lokalen Mundarten durchgeführt.
Die nördlichen Sprachen, die näher an den Hauptinseln liegen, zeigen größere Ähnlichkeit zum modernen Japanisch, allerdings besteht zwischen der nördlichsten Ryūkyū-Sprache (Amami) und dem südlichsten japanischen Dialekt (Kagoshima/Satsuma-ben) ein deutlicher Bruch. Die älteste erhaltene Quelle einer Ryūkyū-Sprache ist das 1532 zusammengestellte Omoro Sōshi, eine Sammlung überlieferter Lieder und Rituale.
Einige Wissenschaftler sehen die Ryūkyū-Sprachen als „Okinawa-Dialekte“ des Japanischen. Die Bezeichnung einer Varietät als „Dialekt“ ist Ausdruck eines Machtgefüges. Das heißt, im Hinblick auf bestimmte politische Ziele wird eine bestimmte Varietät als Standard, das heißt als „Sprache“ (言語, gengo) der Eliten innerhalb der Wissenschaft, staatlicher Institutionen und Medien definiert, wohingegen andere abwertend als „Dialekt“ (方言, hōgen, 弁 ben) bezeichnet werden. Dies führt zu einer sich selbst verstärkenden Festlegung der Standardvarietät als „Hochsprache“ und einer sich selbst verstärkenden Abwertung der anderen Varietäten.

## Gliederung
- Ryukyu (琉球) – ryūkyūgo (琉球語 ‚Ryukyu-Sprache‘)
  - Amami (奄美) – amamigo (奄美語 ‚Amami-Sprache‘)

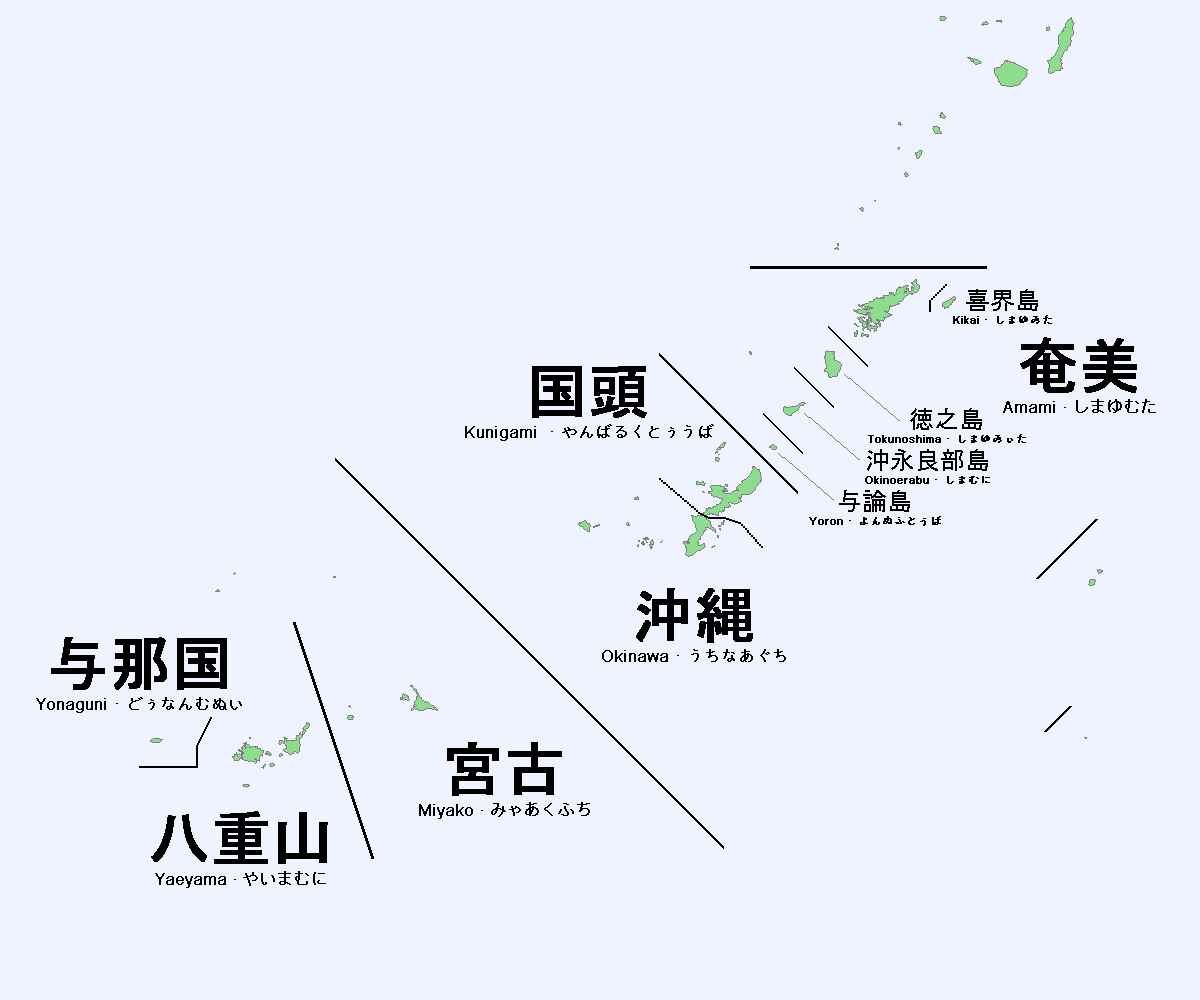
Regionale Verteilung der Ryūkyū-Sprachen

    - Nördliche Dialekte: Tanegashima, Yakushima, Nördl. Oshima
    - Südliche Dialekte: Südl. Oshima, Yoron

  - Okinawa (沖縄) – okinawago (沖縄語 ‚Okinawa-Sprache‘)
    - Zentral-Okinawa, Süd-Okinawa, Ie
      - Dialekte: Standard-Okinawa, Hauptinsel-Dialekt, Shimajiri (Zugehörigkeit umstritten)

    - Kunigami (Nord-Okinawa) (国頭)
      - Dialekte: Kunigami (Nord-Okinawa-Sprache)

  - Miyako (宮古) – miyakogo (宮古語 ‚Miyako-Sprache‘)
    - Dialekte: Miyako, Irabu

  - Yaeyama (八重山) – yaeyamago (八重山語 ‚Yaeyama-Sprache‘)
    - Dialekte: Ishigaki, Iriomote, Taketomi

  - Yonaguni (与那国) – yonagunigo (与那国語 ‚Yonaguni-Sprache‘)

## Sprachcodes
| Sprache          | ISO 639-3 | Glottolog |
| ---------------- | --------- | --------- |
| Kikai            | kzg       | kika1239  |
| Amami (Nördlich) | ryn       | nort2935  |
| Amami (Südlich)  | ams       | sout2954  |
| Tokunoshima      | tkn       | toku1246  |
| Okinoerabu       | okn       | okin1246  |
| Yoron            | yox       | yoro1243  |
| Kunigami         | xug       | kuni1268  |
| Okinawa          | ryu       | cent2126  |
| Miyako           | mvi       | miya1259  |
| Yaeyama          | rys       | yaey1239  |
| Yonaguni         | yoi       | yona1241  |

## Vergleich mit dem Japanischen
Die Vokale der Ryūkyū-Sprachen unterscheiden sich von denen des Japanischen. Folgende Entsprechungen sind erkennbar:
| Japanisch | Ryūkyū-Sprachen |
| --------- | --------------- |
| e         | → i             |
| o         | → u             |
| ai, a-e   | → e:            |
| au, ao    | → o:            |